# Freitas

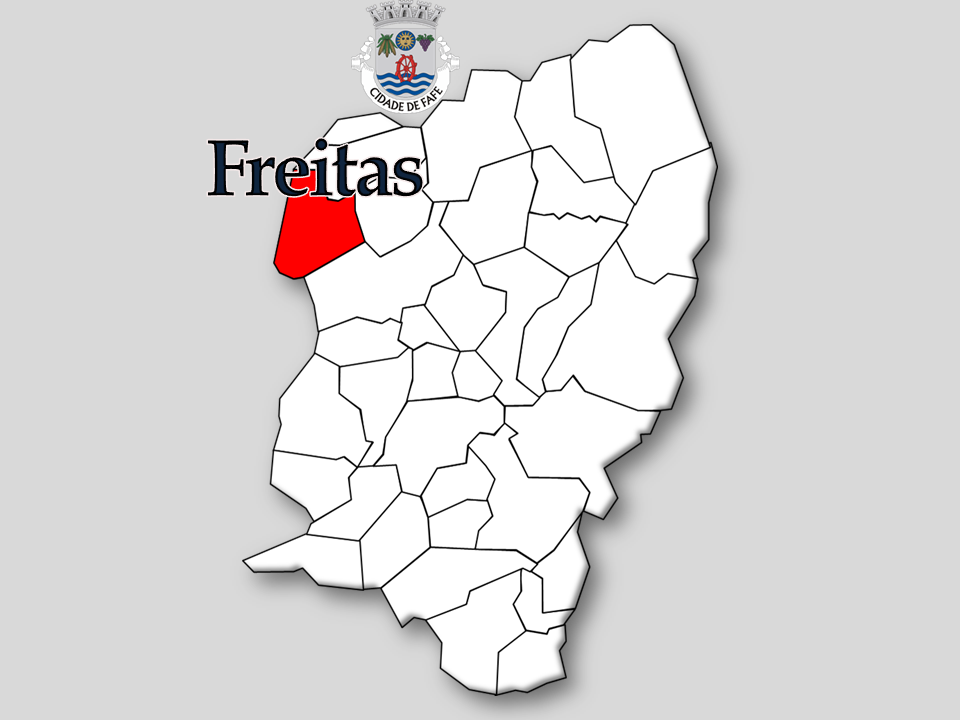
Localização da Freguesia de Freitas no Município de Fafe

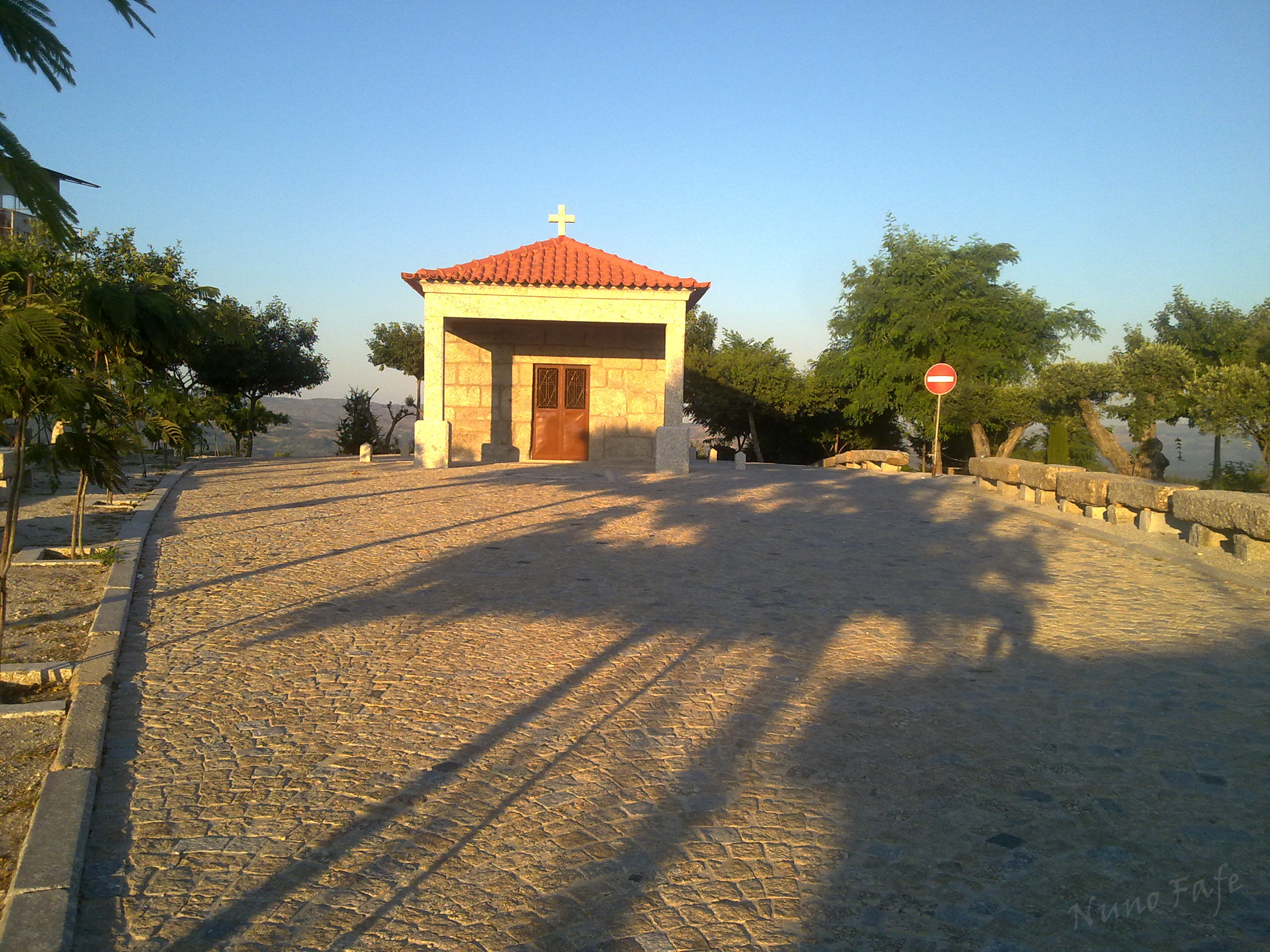
Capela de Santa Marinha

Freitas é uma localidade portuguesa do Município de Fafe que foi sede da extinta Freguesia de Freitas, freguesia que tinha 6,61 km² de área e 585 habitantes (2011), e, por isso, uma densidade populacional de 88,5 hab/km².
A Freguesia de Freitas foi extinta em 2013, no âmbito de uma reforma administrativa nacional, para, em conjunto com a Freguesia de Vila Cova, formar uma nova freguesia denominada União de Freguesias de Freitas e Vila Cova com  sede na Rua da Igreja, 361.
A palavra Freitas evoluiu das seguintes formas: Fleitas; Frectas; Fractus; Freyctas; Freytas.
Foi sede do primeiro Julgado Medieval, em 1258, que além de Montelongo e Travassós incluía as paróquias de Freitas, Vila Cova, uma parte de Serafão, Agrela e São Miguel do Monte, bem como os concelhos de Guimarães e Póvoa de Lanhoso.
O Grupo Cultural e Recreativo de Martim de Freitas promove programas de ATL.

## População
| População da freguesia de Freitas (1864 – 2011) | População da freguesia de Freitas (1864 – 2011) | População da freguesia de Freitas (1864 – 2011) | População da freguesia de Freitas (1864 – 2011) | População da freguesia de Freitas (1864 – 2011) | População da freguesia de Freitas (1864 – 2011) | População da freguesia de Freitas (1864 – 2011) | População da freguesia de Freitas (1864 – 2011) | População da freguesia de Freitas (1864 – 2011) | População da freguesia de Freitas (1864 – 2011) | População da freguesia de Freitas (1864 – 2011) | População da freguesia de Freitas (1864 – 2011) | População da freguesia de Freitas (1864 – 2011) | População da freguesia de Freitas (1864 – 2011) | População da freguesia de Freitas (1864 – 2011) |
| ----------------------------------------------- | ----------------------------------------------- | ----------------------------------------------- | ----------------------------------------------- | ----------------------------------------------- | ----------------------------------------------- | ----------------------------------------------- | ----------------------------------------------- | ----------------------------------------------- | ----------------------------------------------- | ----------------------------------------------- | ----------------------------------------------- | ----------------------------------------------- | ----------------------------------------------- | ----------------------------------------------- |
| 1864                                            | 1878                                            | 1890                                            | 1900                                            | 1911                                            | 1920                                            | 1930                                            | 1940                                            | 1950                                            | 1960                                            | 1970                                            | 1981                                            | 1991                                            | 2001                                            | 2011                                            |
| 584                                             | 580                                             | 597                                             | 688                                             | 752                                             | 793                                             | 854                                             | 990                                             | 1 084                                           | 984                                             | 791                                             | 850                                             | 813                                             | 745                                             | 585                                             |